# Montagnes Bleues (Oregon)
Pour les articles homonymes, voir Montagnes Bleues.
Les montagnes Bleues sont un massif montagneux situé dans le Nord-Ouest Pacifique, principalement dans l'Est de l'Oregon et le Sud-Est de l'État de Washington, aux États-Unis. Il s'étend sur 10 500 km2, de Pendleton à la rivière Snake, le long de la frontière entre l'Oregon et l'Idaho.

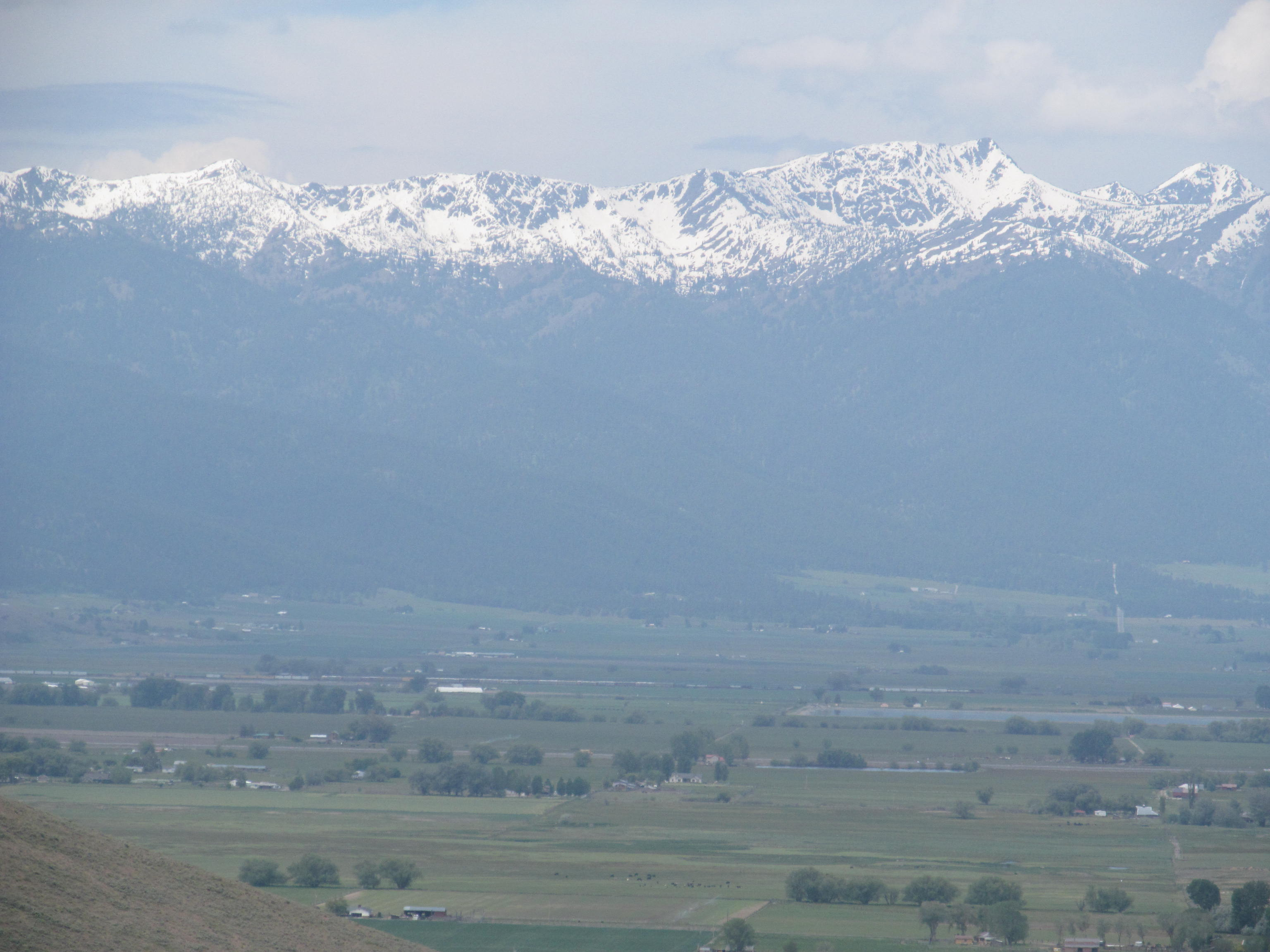
Vue des montagnes Bleues depuis la vallée orientale de la Powder River à Baker City.